# Eugénia Miskolczy
Eugénia Miskolczy, més coneguda pel seu cognom de casada: Meller (Budapest, Àustria-Hongria, 14 de gener de 1872 - 1945?) va ser una de les feministes més actives d'Hongria des del canvi de segle fins al període d'entreguerres.

## Biografia

### Primers anys
Filla de Laura Weisz (o Weiss), originària de Buda, i d'Adolf Miskolczy, un artesà originari de Hódmezővásárhely, fou l'únic fill supervivent de la família, ja que el seu germà gran József va morir el 1876, de sis anys; la seua germana Irén, el 1879, amb cinc anys, i la seua germana Laura el 1883, als quatre anys. Després d'estudiar música i idiomes, Eugénia es va casar amb Artúr Meller, inspector del Banc Nacional d'Hongria, el 1896, i van tenir quatre fills: Vilmos, Laura, Erzsébet i Rózsa.

### Trajectòria professional
El 1904, va ser un dels membres fundadors de la Feministák Egyesülete (Associació de Feministes). El 1906, viatjà per tot Hongria donant conferències per als pares, patrocinades per aquesta organització, sobre una varietat de temes que incloïa l'educació, la salut, la sexualitat i la capacitació laboral. A més d'això, publicà articles en revistes com ara A Nő és a Társadalom (Dona i Societat) i A Nő. Feminista Folyóirat (La Dona, revista feminista, de la qual fou ella l'editora), reclamant la derogació de les desigualtats civils entre homes i dones,. El 1909 participà en el congrés de la Women's International League for Peace and Freedom (WILPF) (Lliga Internacional de Dones per la Pau i la Llibertat) celebrat a Londres. El 1912 començà d'actuar com a substituta de Rózsa Schwimmer, que dirigia la comissió política enfocada al sufragi, quan aquesta no podia complir les obligacions de la presidència. El 1913 va escriure una crítica de les normes sobre el matrimoni del Codi Civil hongarés, mentre formava part del comité responsable dels preparatius del congrés de la International Woman Suffrage Alliance (IWSA) (Aliança Internacional de Dones Sufragistes), que aquell any se celebrà a Budapest. Quan Rózsa Schwimmer es traslladà a Londres el 1914, Miskolczy es convertí de fet en líder del comité polític.
Durant la Primera Guerra Mundial, Miskolczy va ser una de les que més van impulsar l'Associació de Feministes a donar suport al pacifisme, mentre unes altres organitzacions feministes se centraren a donar suport a l'esforç de la guerra. Aquesta actitud provocà que les autoritats censurassen la revista A Nő i vigilassen de prop el Congrés Feminista del 1916, que Meller havia planejat utilitzar com a manifestació pública contra la guerra. En acabar la guerra, Miskolczy va reprendre la seua campanya pel sufragi, i quan, el 1919, se'n concedí un de parcial, va instar les membres de l'Associació de Feministes a votar per l'única candidata que hi hagué en les eleccions parlamentàries del 1920, Margit Slachta, malgrat que les posicions d'aquesta es consideraven antifeministes. Aquest mateix any, Eugénia Miskolczy i la seua família es convertiren al luteranisme, i ella va assistir a la convenció de la WILPF a Ginebra. Continuà reclamant oportunitats educatives per a les dones, i el 1923 envià un memoràndum al govern, signat també per altres membres de l'Associació de Feministes, denunciant la decisió de la Facultat de Medicina de Budapest de denegar la inscripció de les dones com a estudiants. Al mateix temps, va escriure articles explicant la importància de la igualtat de salaris i l'accés als subsidis d'atur per a homes i dones.
Durant el període d'entreguerres, Miskolczy, que parlava amb fluïdesa anglés i francés, va treballar en el Társadalmi Múzeum, el museu social de Budapest, i també com a instructor d'idiomes. El 1923 exercí de consultora en la reunió executiva de la WILPF celebrada a Dresden, i el 1926 fou delegada al Congrés de la Pau de París. L'any següent, en morir Vilma Glücklich, que era la presidenta de l'Associació de Feministes, Meller es convertí en el cap reconegut de l'organització. Des dels anys 20 fins al 1935, participà en els congressos internacionals de la IWSA i de la WILPF, instà al desarmament, pressionà perquè els problemes de les dones formassen part del programa de la Societat de Nacions i reclamà que la legislació internacional abordàs la manca de protecció legal de les dones. En un d'aquests viatges, el 1924, arribà als Estats Units i feu diverses dissertacions en representació de la WILPF. El 1932 publicà un manifest contra l'execució de Sándor Fürst i Imre Sallai i contra la pena de mort per als acusats de delictes polítics. Quan els nazis alemanys s'annexaren Àustria el 1938, la col·lega de Miskolczy Rózsa Schwimmer va intentar persuadir la sufragista estatunidenca Carrie Chapman Catt de signar una declaració jurada que permetés a Meller i a Sarolta Steinberger emigrar als Estats Units, però Catt s'hi va negar amb l'excusa de la seua edat avançada i la responsabilitat que li comportaria aquesta declaració.
L'Associació de Feministes es veié obligada per les autoritats a dissoldre's el 1941, i Meller es convertí en objectiu de la Gestapo. Els alemanys ocuparen Hongria al març de 1944; al juliol, Meller fou arrestada i portada al camp de detenció de Kistarcsa.

### Mort i llegat
No es coneix la data de la seua mort. Algunes fonts afirmen que va morir en captivitat a Kistarcsa a la fi del 1944. Andrea Pető va trobar evidències segons les quals Meller potser sobrevisqué a la guerra: una sol·licitud de crèdit amb data del 13 d'agost de 1945, que no es va autenticar perquè hi mancava la signatura de Miskolczy, es va presentar a les autoritats municipals de Budapest per a recuperar una propietat que tenia el seu marit. El 12 d'octubre es concedí al seu fill, Vilmos Meller, la tutela de sa mare, i aquest finalment va restaurar la propietat en el seu propi nom, el 1948. Al desembre de 1946, el Magyar Közlöny (Butlletí hongarés) anuncià que s'havia lliurat a Eugénia Miskolczy Meller la medalla d'argent de l'Orde de la Llibertat hongaresa, a títol pòstum.